# ميرزا يعقوب
ميرزا يعقوب (مواليد 29 ديسمبر 1974) لاعب كريكت بحريني. لعب في عام 2013 في دوري الكريكيت العالمي للدرجة السادسة.

## روابط خارجية
- ميرزا يعقوب على موقع إي آس بي آن كريك إنفو (الإنجليزية)